# Ганна Сологашвілі
Ганна Іллівна Сологашвілі (груз. ანა სოლოღაშვილი, нар. 1882 — пом. 1937) — грузинський політик, одна з п'яти жінок — членів Установчих зборів Грузії (1919—1921), крім Сологашвілі до них увійшли Христина Шарашидзе, Елеонора Тер-Парсєгова-Махвіладзе, Єлизавета Накашидзе-Болквадзе та Мінадора Орджонікідзе-Торошелідзе.

## Біографія

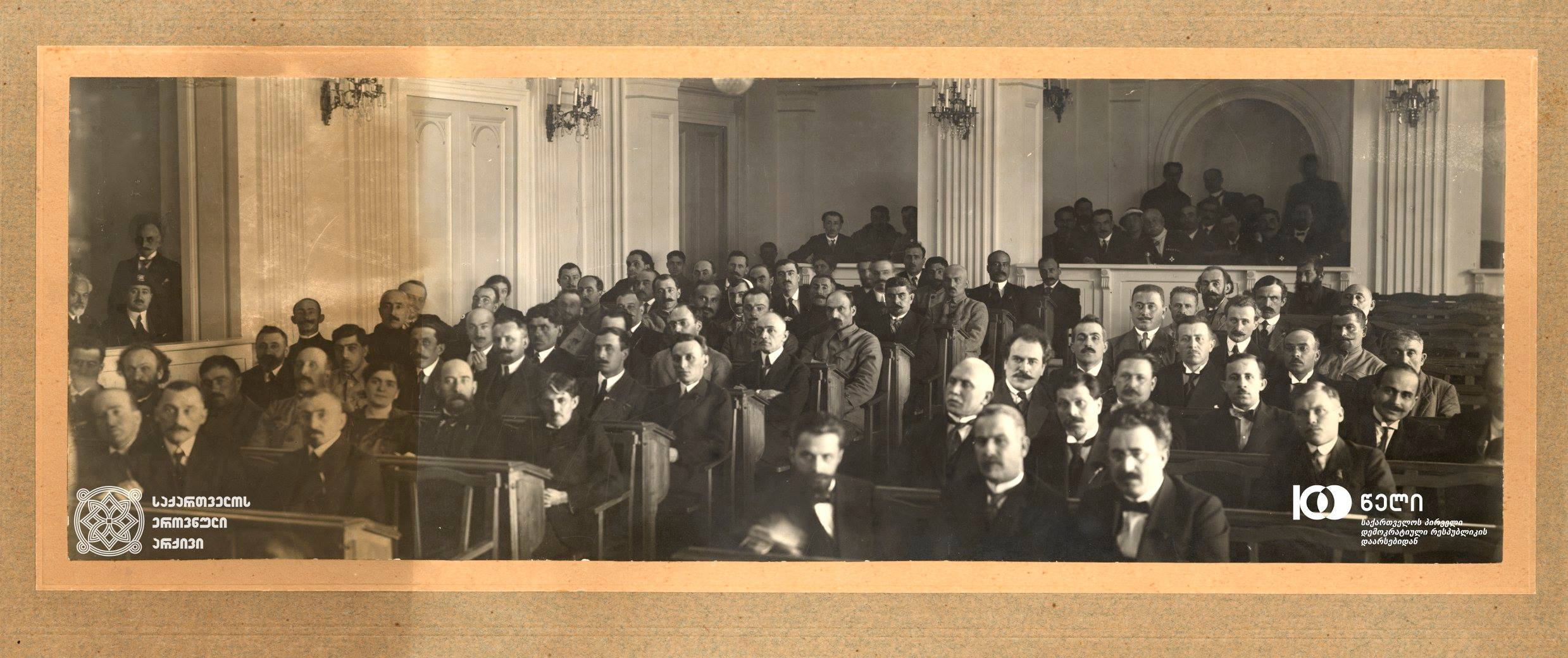
Установчі збори Грузії. Ганна Слогашвілі третя праворуч у другому ряду, ліва сторона

Походила з давнього княжого роду Сологашвілі.
Закінчила історико-філологічний факультет Харківського університету за спеціальністю «історія».
Член грузинської соціал-демократичної партії з 1903 року. Поширювала марксистську літературу, організовувала книготоргівлю, брала участь у створенні народного загальнодоступного театру. Піддавалася арешту, була судима.
Підписала Декларацію незалежності Демократичної Республіки Грузія, була обрана депутатом Тифліської міської ради. 12 березня 1919 року обрана членом Установчих зборів Республіки Грузія за списком Соціал-демократичної партії Грузії. Член редакційної, пенсійної та центральної виборчих комісій, секретарка бібліотечної комісії. Була ініціатором прийняття низки законів та указів.
Після радянізації Грузії вела підпільну антирадянську діяльність. Член нелегального комітету жінок соціал-демократичної партії Грузії. Ганна Сологашвілі активно допомагала політв'язням та їх родинам. У 1922 році комітет був перетворений на єдиний союз організацій, що борються з більшовицьким режимом, «Грузинський політичний червоний хрест».
З 1925 року працювала на викладацькій роботі в Південній Осетії.
У 1937 році Ганну Сологашвілі було заарештовано районним відділом НКВС Південноосетинського автономного округу та, практично ж, відразу засуджено до вищої міри покарання за обвинуваченням в антирадянській і антигосподарській пропаганді, шовіністичних настроях і зв'язках з меншовистським лідером Ноєм Рамішвілі.